# Estoril Open 2011
L'Estoril Open 2011  è stata la 22ª edizione del torneo Estoril Open, facente parte dell'ATP World Tour 250 series nell'ambito dell'ATP World Tour 2011 e della International nell'ambito del WTA Tour 2011. All'evento hanno preso parte sia uomini che donne, e si è giocato sulla terra rossa dell'Estádio Nacional a Oeiras in Portogallo, dal 23 aprile al 1º maggio 2011.

## Partecipanti ATP

### Teste di serie
| Nazione   | Giocatore             | Ranking | Testa di serie* |
| --------- | --------------------- | ------- | --------------- |
| Svezia    | Robin Söderling       | 5       | 1               |
| Spagna    | Fernando Verdasco     | 12      | 2               |
| Francia   | Jo-Wilfried Tsonga    | 18      | 3               |
| Francia   | Gilles Simon          | 22      | 4               |
| Canada    | Milos Raonic          | 28      | 5               |
| Brasile   | Thomaz Bellucci       | 32      | 6               |
| Sudafrica | Kevin Anderson        | 35      | 7               |
| Argentina | Juan Martín del Potro | 46      | 8               |

* Le teste di serie sono basate sul ranking al 18 aprile 2011.

### Altri partecipanti
I seguenti giocatori hanno ricevuto una wild card per il tabellone principale: 
- Gastão Elias
- João Sousa
- Jo-Wilfried Tsonga

I seguenti giocatori sono passati dalle qualificazioni:

- Flavio Cipolla
- Frederik Nielsen
- Édouard Roger-Vasselin
- Pedro Sousa

## Partecipanti WTA

### Teste di serie
| Nazione     | Giocatrice            | Ranking | Testa di serie* |
| ----------- | --------------------- | ------- | --------------- |
| Russia      | Alisa Klejbanova      | 25      | 1               |
| Australia   | Jarmila Gajdošová     | 30      | 2               |
| Rep. Ceca   | Klára Zakopalová      | 35      | 3               |
| Lettonia    | Anastasija Sevastova  | 38      | 4               |
| Stati Uniti | Bethanie Mattek-Sands | 41      | 5               |
| Russia      | Elena Vesnina         | 45      | 6               |
| Cina        | Zheng Jie             | 51      | 7               |
| Ungheria    | Gréta Arn             | 52      | 8               |

* Le teste di serie sono basate sul ranking al 18 aprile 2011.

### Altre partecipanti
Le seguenti giocatrici hanno ricevuto una wild card per il tabellone principale:
- Maria João Koehler
- Magali de Lattre
- Bárbara Luz

Le seguenti giocatrici sono passate dalle qualificazioni:

- Beatriz García Vidagany
- Tamira Paszek
- Sloane Stephens
- Nastas'sja Jakimava

## Campioni

### Singolare maschile
Juan Martín del Potro ha sconfitto in finale  Fernando Verdasco per 6–2, 6–2. 
- È il 2º titolo dell'anno per del Potro, il 9° della sua carriera.

### Singolare femminile
Anabel Medina Garrigues ha sconfitto in finale  Kristina Barrois con il punteggio di 6–1, 6–2.
- È il 1º titolo dell'anno per Anabel Medina Garrigues, il 10° della sua carriera.

### Doppio maschile
Eric Butorac /  Jean-Julien Rojer hanno sconfitto in finale  Marc López /  David Marrero per 6–3, 6–4.

### Doppio femminile
Alisa Klejbanova /  Galina Voskoboeva hanno sconfitto in finale  Eléni Daniilídou /  Michaëlla Krajicek per 6–4, 6–2.